# 中国常驻禁止化学武器组织代表团
中华人民共和国常驻禁止化学武器组织代表团（英語：Permanent Mission of the People's Republic of China to the Organization For the Prohibition of Chemical Weapons），简称中国常驻禁止化学武器组织代表团、常驻禁化武团，位于荷兰海牙，是中华人民共和国政府常驻禁止化学武器组织的外交代表机构，设在中华人民共和国驻荷兰王国大使馆。常驻代表由中华人民共和国驻荷兰王国特命全权大使大使担任。

## 历史沿革
1997年5月，禁止化学武器组织在荷兰海牙成立，中国是原始缔约国，在中华人民共和国驻荷兰王国大使馆内附设常驻禁止化学武器组织代表团。